# Heterostegane irroraria
Heterostegane irroraria är en fjärilsart som beskrevs av John Henry Leech 1897. Heterostegane irroraria ingår i släktet Heterostegane och familjen mätare. Inga underarter finns listade i Catalogue of Life.